# Viator
Viator – gmina w Hiszpanii, w prowincji Almería, w Andaluzji, o powierzchni 20,62 km². W 2011 roku gmina liczyła 5492 mieszkańców.